# Günther Meinert
Günther Meinert (* 19. Juli 1912 in Breslau; † 14. August 1988) war ein deutscher Archivar und Historiker.

## Leben
Er stammte aus Schlesien und studierte von 1930 bis 1935 an der Universität Breslau Geschichte, Kunstgeschichte, Germanistik und Geographie. Er trat in den demokratischen Studentenbund ein. In seinem Spezialgebiet Kunstgeschichte promovierte er 1935 bei Bernhard Patzak und August Grisebach mit der Dissertation Das Auftreten der Renaissance in Breslau.
Als wissenschaftlicher Hilfsarbeiter erhielt er eine Anstellung beim Provinzialkonservator der Kunstdenkmale der preußischen Provinz Niederschlesien. Als solcher wurde er mit der Bestandsaufnahme der profanen Baudenkmale Breslaus beauftragt. Die Arbeiten schloss er 1939 ab, gleichzeitig publizierte er auch auf dem Gebiet der schlesischen Kunstgeschichte, so 1937 eine Studie über die Beziehungen Albrecht Dürers nach Schlesien.
Am Zweiten Weltkrieg nahm er als Soldat teil. Nach Kriegsende nahm er an der Universität Jena noch ein Studium der Kunstwissenschaften auf. 1946 legte er die Staatsprüfung als Lehrer für den höheren Schuldienst ab. Im darauffolgenden Jahr bestand er das Assessorenexamen, woraufhin er zunächst an der Vorstudienabteilung der Jenaer Universität unterrichtete. Nach Lehrertätigkeit an mehreren Schulen in Thüringens sowie an der Volkshochschule in Erfurt, erfolgte 1948 eine Anstellung am Goethe- und Schiller-Archiv in Weimar. Am 1. Februar 1950 trat er in den sächsischen Archivarsdienst ein und erhielt eine Stelle am Hauptstaatsarchiv Dresden, an dem er fortan für über drei Jahrzehnte als Archivar und Historiker wirkte.
Günther Meinert legte zahlreiche Publikationen auf dem Gebiet der Archivwissenschaft und zur Geschichte vor. So wirkte er maßgeblich an der Erstellung der Übersicht über die Bestände des Sächsischen Landeshauptarchivs mit, die 1955 in Druck erschien. Ferner schrieb er beispielsweise mehrere Biographien für die Neue Deutsche Biographie. Zu seinen weiteren Veröffentlichungen zählt Handelsbeziehungen zwischen Sachsen und Italien 1740-1814. Eine Quellenveröffentlichung, die 1974 erschien.